# 谭献

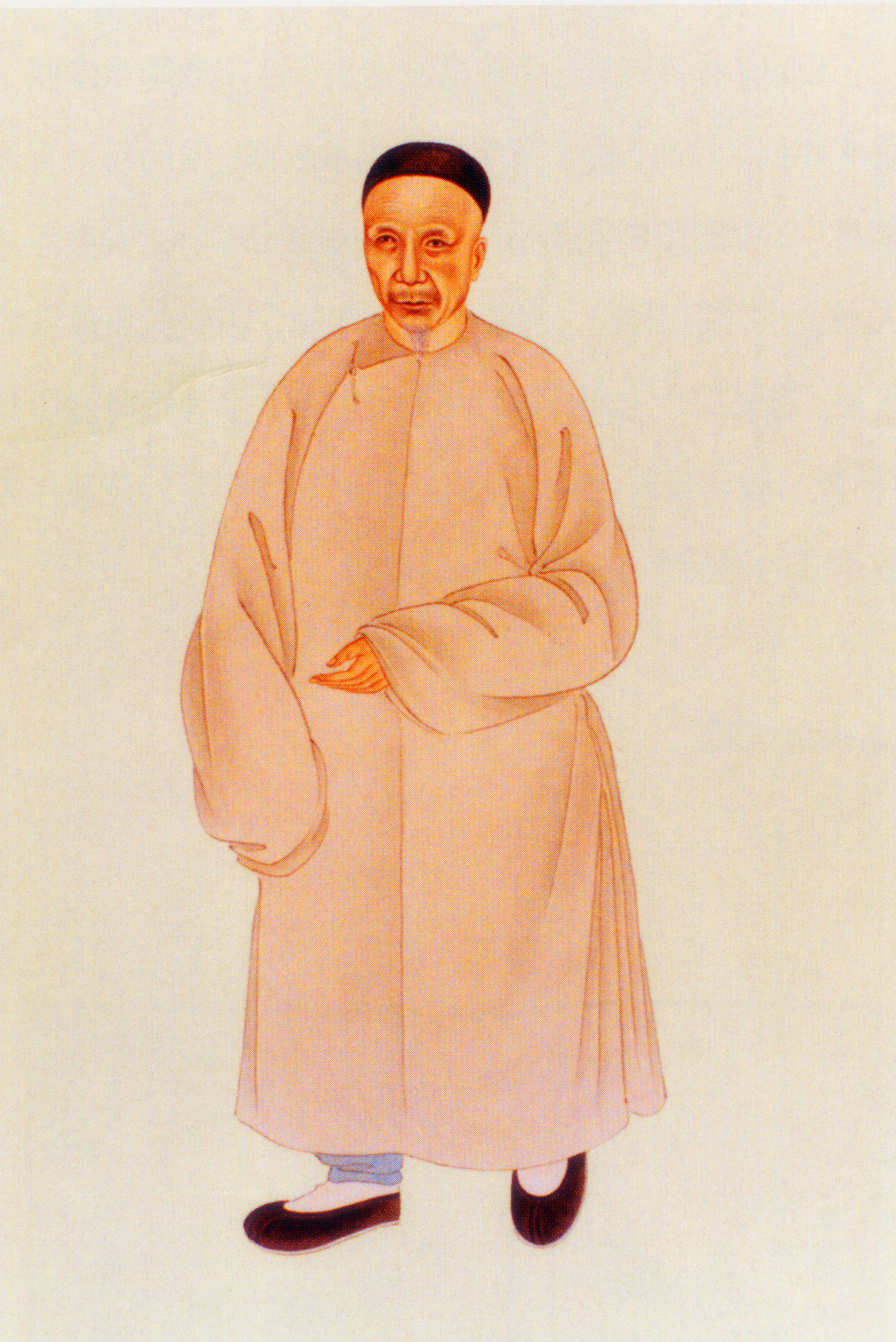
《清代學者象傳》之譚獻像

譚獻（1832年—1901年），初名廷獻，字仲修，号复堂。浙江仁和（今杭州市）人。

## 生平
少時為孤兒，潜心经学，“读书日有程课，凡所论著，隐括于所为日记”。同治六年（1867年）中举。後屢试不第。曾擔任福建学使徐树藩幕僚。署秀水县教谕。後任歙县、全椒、合肥、宿松知縣。晚年被张之洞聘為经心书院主講，陈宧、章太炎是他的學生。叶恭绰说他“开近三十年之风尚”。

## 著作
著有《箧中词》六卷、續四卷。另有《复堂诗续》、《复堂文续》、《复堂日记补录》。